# Ali Al-Dhanhani
Ali Al-Dhanhani (Arabic:علي الظنحاني; sinh ngày 1 tháng 6 năm 1991) là một cầu thủ bóng đá người Các Tiểu vương quốc Ả Rập Thống nhất. Hiện tại anh thi đấu cho Al-Sharjah.